# Saint-Aquilin-de-Corbion
Saint-Aquilin-de-Corbion ist eine französische Gemeinde im Département Orne in der Normandie. Sie gehört zum Arrondissement Mortagne-au-Perche und zum Kanton Mortagne-au-Perche.

## Geografie
Die Sarthe entspringt im Gebiet der Nachbargemeinde Soligny-la-Trappe im Hügelland des Perche, verschwindet nach wenigen hundert Metern im Untergrund und erblickt in Saint-Aquilin-de-Corbion wieder das Tageslicht auf 252 Metern über dem Meer.
Nachbargemeinden sind La Ferrière-au-Doyen und Bonsmoulins im Norden, Soligny-la-Trappe im Osten und Süden sowie Saint-Martin-des-Pézerits und Moulins-la-Marche im Westen.

## Bevölkerungsentwicklung
| Jahr      | 1962 | 1968 | 1975 | 1982 | 1990 | 1999 | 2008 | 2018 |
| --------- | ---- | ---- | ---- | ---- | ---- | ---- | ---- | ---- |
| Einwohner | 181  | 130  | 118  | 95   | 88   | 58   | 70   | 63   |

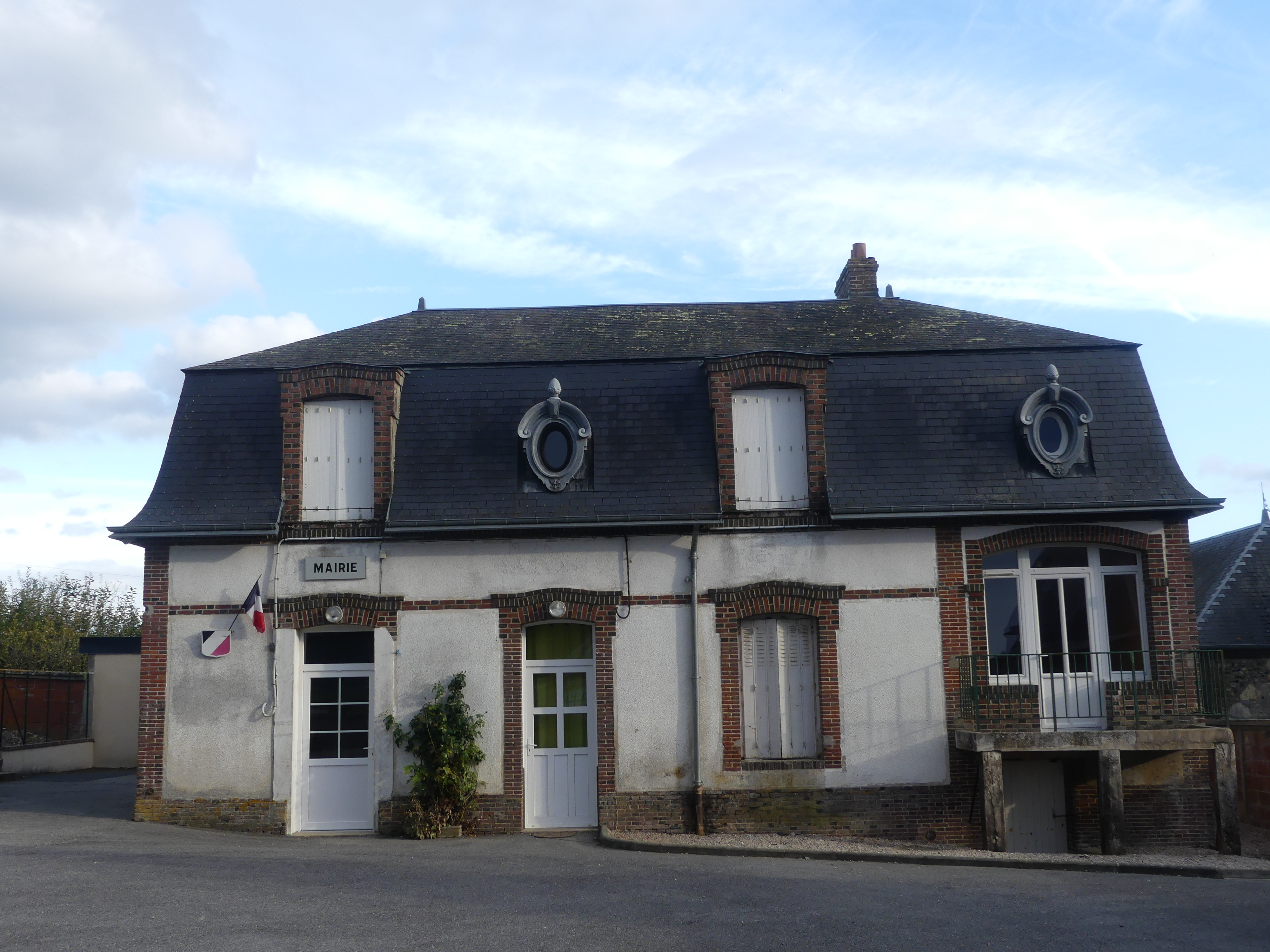
Mairie von Saint-Aquilin-de-Corbion
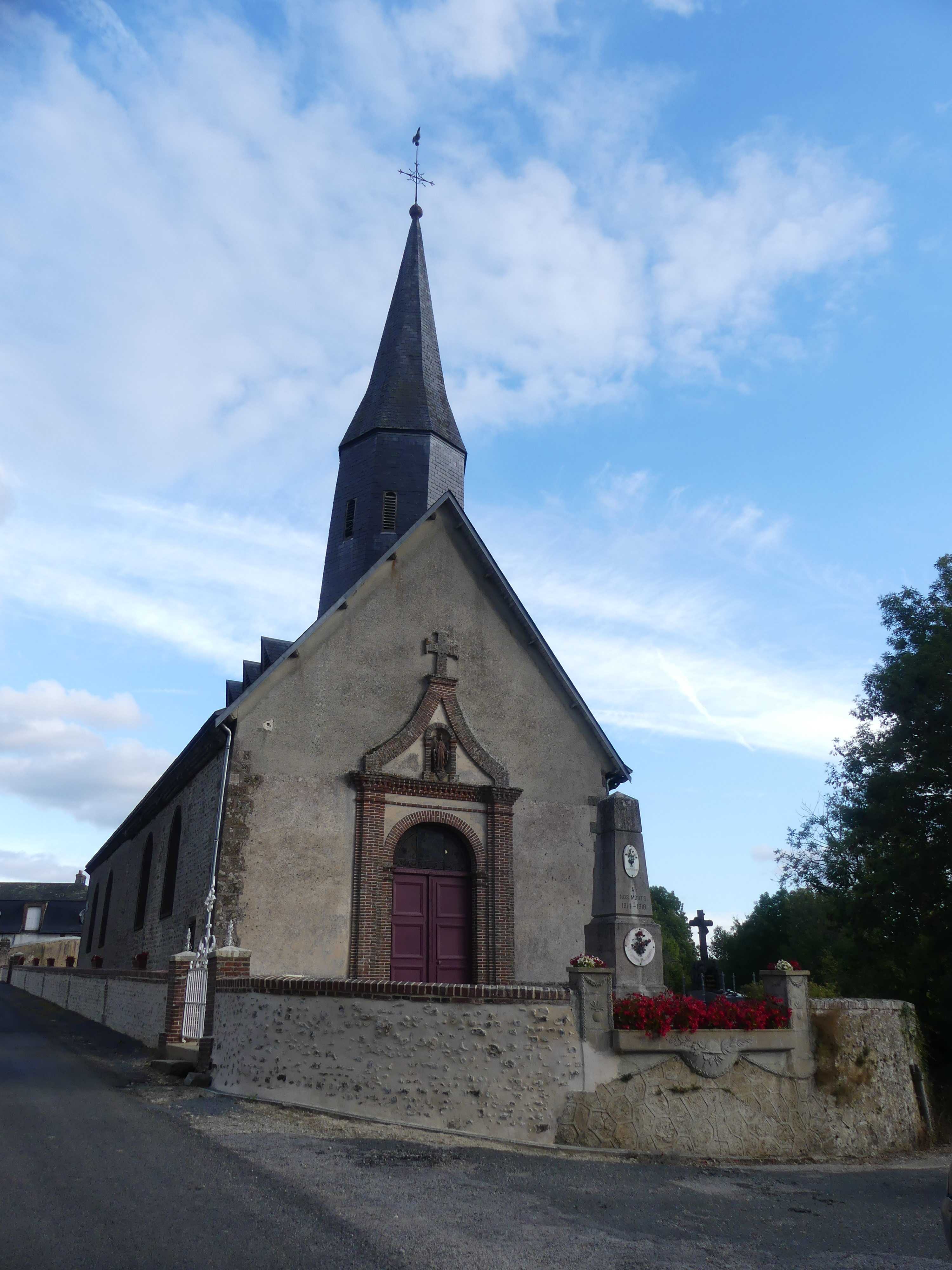
Kirche Saint-Aquilin